# 箱崎みどり BOOK & MUSIC SHELF
箱崎みどり BOOK & MUSIC SHELF（はこざきみどり ブックアンドミュージックシェルフ）はニッポン放送で2021年6月28日から9月27日まで放送していたトーク番組。

## 番組概要
ニッポン放送は、少し早い2021年下半期の番組編成にて、当該放送枠にて編成していたトーク番組が番組パーソナリティの不祥事により、番組の放送が打切られたため、同局アナウンサーである箱崎がパーソナリティを務めるトーク番組を編成した。
番組構成は、箱崎が薦める著作の著者や書店店員、アーティストをゲストに招いて、推薦する楽曲を聞きつつトークする構成となっている。また、箱崎は当該番組にてアナウンサー人生初の冠番組となった。
当該番組の編成経緯がつなぎ番組の赴きがある為、同局の下半期番組編成スタートが『ニッポン放送ショウアップナイター』のレギュラーシーズン終了が通常シーズンと違い後ろ倒してる関係上、10月中旬で切替る予定となっているが、打切られた番組のネット局の改編に合わせて番組終了。当該番組枠の後番組は2週間特番を挟み、『SOMETIME'Sのアップアップガーリック』を繰り下げて編成された。

## 出演者

### パーソナリティ
- 箱崎みどり（ニッポン放送アナウンサー）

### ゲスト
- チャッピー加藤（加藤剛史）（構成作家、ライター） - 2021年6月28日、7月5日
- カルロス矢吹（ライター） - 2021年7月12日
- 平松愛理（シンガーソングライター） - 2021年7月19日
- 萩原さちこ（城郭ライター） - 2021年8月8日[注 2]
- Little Black Dress（シンガーソングライター） - 2021年8月16日
- 富澤一誠（音楽評論家） - 2021年8月29日
- 島本美由紀（料理研究家） - 2021年9月5日
- 大石昌良（シンガーソングライター） - 2021年9月13日
- 馬場俊英（シンガーソングライター） - 2021年9月20日
- 尾崎亜美（シンガーソングライター） - 2021年9月27日

## 放送時間
※JST表記
- 月曜 18:50 - 19:20 - 2021年6月28日 - 9月27日

### 放送時間変更等
2021年
- 7月26日、8月2日：ニッポン放送のみ、2020年東京オリンピック特別編成のため、同大会のハイライト番組である『TOKYO SPORTS TODAY』（17:40 - 19:30）編成に伴い、番組休止。
- 8月9日：ニッポン放送のみ、在京ラジオ5局（TBSラジオ、文化放送、TOKYO FM、J-WAVE）横断企画である「～さあみんなで、ラジオとおいしいビール!～キリン一番搾りpresents ラジオ5局オンライン飲み会 2021夏Ver.[4][5]」開催に伴い、同局ホリデースペシャルとして『ラジオビバリー昼ズ 増刊号 ラジオで乾杯!東京の夏[6][7]』（18:10 - 19:10）編成に伴い、番組休止。
- 9月6日：ニッポン放送のみ、9月聴取率調査週間時編成にて『鶴光の噂のゴールデンリクエスト』（18:00 - 20:00）編成に伴い、番組休止。

## ネット局
前番組の一部ネット局が継続してネット受けを踏襲
| 放送対象地域 | 放送局       | 放送時間           | 備考    |
| ------------ | ------------ | ------------------ | ------- |
| 関東広域圏   | ニッポン放送 | 月曜 18:50 - 19:20 | 制作局  |
| 長野県       | SBCラジオ    | 日曜 19:00 - 19:30 | 1日先行 |